# شهد أمين
شهد أمين هي مخرجة ومؤلفة ومنتجة أفلام سعودية، من مواليد مدينة جدة، حاصلة على درجة البكالوريوس في إنتاج الفيديو والدراسات السينمائية من «جامعة غرب لندن» في بريطانيا. عملت ضمن لجنة تحكيم مسابقة الأفلام الروائية القصيرة في الدورة الثالثة من مهرجان أفلام السعودية عام 2016م.
عملت في بداية مسيرتها المهنية كمساعدة مخرج في الإعلانات والأفلام. بعدها اتجهت للإخراج وبدأت أول أفلامها «موسيقانا»، ثم «نافذة ليلى» عام 2011م الذي عرض في مهرجان الخليج السينمائي. فيلمها الذي أخرجته عام 2013م «حورية وعين» حاز على جائزة أفضل فيلم روائي قصير من مهرجان أبوظبي السينمائي وجائزة النخلة الفضية من مهرجان أفلام السعودية. في عام 2019م أخرجت فيلمها الروائي الطويل الأول بعنوان «سيدة البحر» الذي عُرض لأول مرة في الدورة السادسة والسبعين من مهرجان البندقية السينمائي وفاز بجائزة نادي فيرونا السينمائي في دورته الـ 76 للفيلم الأكثر إبداعاً في إسبوع النقاد في المهرجان.

## الأعمال

### الأفلام
1. موسيقانا: فيلم روائي قصير.[1]
2. نافذة ليلى: فيلم روائي قصير2011م، تأليف وإخراج شهد أمين، وبطولة أيمن حجار وبسيمة حجار. عرض الفيلم في الدورة الخامسة لمهرجان الخليج السينمائي عام 2012م.[1]
3. حورية وعين: فيلم روائي قصير 2013م، تأليف وإخراج شهد أمين، وبطولة راشد الشيب وسارة الدوراني ودين فضايل وبسيمة حجار، عرض الفيلم في مهرجان تورونتو السينمائي ومهرجان ستوكهولم السينمائي.[1]
4. سيدة البحر: فيلم روائي طويل 2019م، تأليف وإخراج شهد أمين، وبطولة أشرف برهوم ويعقوب الفرحان وفاطمة الطائي بسيمة حجار، فاز الفيلم بجائزة فيرونا من مهرجان البندقية السينمائي.[7]

## الجوائز والترشيحات
| قائمة الجوائز والترشيحات           | قائمة الجوائز والترشيحات  | قائمة الجوائز والترشيحات                                 | قائمة الجوائز والترشيحات | قائمة الجوائز والترشيحات | قائمة الجوائز والترشيحات |
| المهرجان                           | الفترة                    | الجائزة                                                  | الفيلم                   | النتيحة                  | مراجع                    |
| ---------------------------------- | ------------------------- | -------------------------------------------------------- | ------------------------ | ------------------------ | ------------------------ |
| مهرجان الخليج السينمائي            | 10 - 16 أبريل 2012        | مسابقة الأفلام القصيرة                                   | نافذة ليلى               | رُشِّح                      | [ 1 ]                    |
| مهرجان أبوظبي السينمائي            | 23 أكتوبر - 1 نوفمبر 2014 | أفضل فيلم روائي قصير - مسابقة أفلام الإمارات             | حورية وعين               | فوز                      | [ 3 ]                    |
| مهرجان إن دي يو السينمائي الدولي   | نوفمبر 2014               | أفضل فيلم روائي قصير - المسابقة الدولية                  | حورية وعين               | فوز                      | [ 8 ]                    |
| مهرجان ستوكهولم السينمائي الدولي   | 5 - 16 نوفمبر 2014        | أفضل فيلم قصير - جائزة الومنيوم هورس                     | حورية وعين               | رُشِّح                      | [ 1 ]                    |
| مهرجان تورونتو السينمائي الدولي    | 4 - 14 سبتمبر 2014        | أفضل فيلم - جائزة شورت كاتس                              | حورية وعين               | رُشِّح                      | [ 9 ]                    |
| مهرجان أفلام السعودية              | 20 - 24 فبراير 2015       | جائزة النخلة الفضية - مسابقة الأفلام الروائية القصيرة    | حورية وعين               | فوز                      | [ 4 ]                    |
| مهرجان أتلانتا السينمائي           | 20 - 29 مارس 2015         | المتستقلات الصاعدات - المسابقة الرسمية                   | حورية وعين               | رُشِّح                      | [ 10 ]                   |
| مهرجان البندقية السينمائي          | 28 أغسطس - 7 سبتمبر 2019  | جائزة نادي فيرونا السينمائي                              | سيدة البحر               | فوز                      | [ 7 ]                    |
| مهرجان لندن السينمائي              | 2 - 13 أكتوبر 2019        | جائزة ساذرلاند - مسابقة أول فيلم روائي طويل              | سيدة البحر               | رُشِّح                      | [ 11 ]                   |
| مهرجان أيام قرطاج السينمائية       | 26 أكتوبر - 2 نوفمبر 2019 | جائزة التانيت البرونزي - مسابقة الأفلام الروائية الطويلة | سيدة البحر               | فوز                      | [ 12 ]                   |
| مهرجان الرباط الدولي لسينما المؤلف | 16 - 22 نوفمبر 2019       | جائزة لجنة التحكيم لأفضل فيلم                            | سيدة البحر               | فوز                      | [ 13 ]                   |
| مهرجان الرباط الدولي لسينما المؤلف | 16 - 22 نوفمبر 2019       | جائزة أفضل مخرج                                          | سيدة البحر               | فوز                      | [ 13 ]                   |
| مهرجان الرباط الدولي لسينما المؤلف | 16 - 22 نوفمبر 2019       | جائزة لجنة تحكيم النقاد                                  | سيدة البحر               | فوز                      | [ 13 ]                   |
| مهرجان القاهرة السينمائي الدولي    | 20 - 29 نوفمبر 2019       | مسابقة آفاق السينما العربية للأفلام الطويلة              | سيدة البحر               | رُشِّح                      | [ 14 ]                   |
| مهرحان سنغافورة السينمائي الدولي   | 21 نوفمبر - 1 ديسمبر 2019 | جائزة الشاشة الفضية لأفضل فيلم روائي آسيوي               | سيدة البحر               | فوز                      | [ 15 ]                   |

## وصلات خارجية
- ِشهد أمين على قاعدة بيانات الأفلام على الإنترنت